# Pârâul lui Dumitru
Pârâul lui Dumitru este un afluent al râului Strâmba.  

## Hărți
- Harta județul Brașov
- Harta munții Perșani  Arhivat în 13 iunie 2008, la Wayback Machine.